# Aptesis nigricollis
Aptesis nigricollis är en stekelart som först beskrevs av Thomson 1883.  Aptesis nigricollis ingår i släktet Aptesis och familjen brokparasitsteklar. Arten är reproducerande i Sverige. Inga underarter finns listade.